# Khenchen
Der Titel Khenchen (tib. mkhan chen) bedeutet wörtlich in etwa Hauptabt bzw. Großkhenpo und ist ein hoher religiöser Titel innerhalb des tibetischen Buddhismus, der selten verliehen wird. Er wird an Khenpos/Äbte vergeben, die sich durch die Reinhaltung ihrer Mönchsgelübde sowie besondere Gelehrsamkeit und Lehraktivität auszeichnen. Oft geht damit die Leitung des klösterlichen Hauptsitzes einer Sekte oder Subsekte einher.